# Ephebus hirtulus
 Ephebus hirtulus es una especie de coleóptero de la familia Endomychidae.

## Distribución geográfica
Habita en Brasil.